# شرافت علی
شرافت علی (انگلیسی: Sharafat Ali؛ زادهٔ ۱ ژوئن ۱۹۶۶) بازیکن سابق و مربی فوتبال اهل پاکستان است.
وی همچنین در تیم ملی فوتبال پاکستان بازی کرده است.